# 持田信夫
持田 信夫（もちだ のぶお、1917年（大正6年）8月30日 - 1986年（昭和61年）6月19日）は日本の実業家、元持田製薬社長・会長。東京都出身。同社創業者でもある持田良吉は父、3代目社長を務めた持田英は弟。写真通としても知られ、数々の作品を残した。

## 略歴
- 1917年（大正6年） - 良吉の長男として生まれる。
- 1942年（昭和17年） - 京都帝国大学薬学部を卒業。
- 1945年（昭和20年） - 持田製薬へ入社、代表取締役に就任。
- 1957年（昭和32年） - 同社代表取締役専務に就任。
- 1964年（昭和39年） - 同社代表取締役社長に就任。
- 1985年（昭和60年） - 同社代表取締役会長に就任。
- 1986年（昭和61年） - 死去、享年68。
- その他、日本製薬工業協会・東京医薬品工業協会各理事、東京商工会議所議員などを歴任した。

## 作品
- 『七つの国の旅情―写真文集』 修道社 1961
- 『インドの旅情』 美術出版社 1964
- 『失われた文明―メキシコ・マヤ写真集』 講談社 1968
- 『韓国と東南アジア―カメラの旅』 実業之日本社 1969
- 『ボロブドール―よみがえる遺跡群』 講談社 1971
- 『クロスビーの法則―あなたの世界を思うままにする』 日本生産性本部 1973
- 『ヴェネツィア―沈みゆく栄光』 徳間書店 1976
- 『新・西洋紀聞―あすの日本像を求めて』 徳間書店 1979
- 『スコットランド風物詩―耀よう自然と中世への旅』 徳間書店 1981
- その他、持田製薬の社歌（1968年3月制定、作曲：古関裕而）も作詞[1]した。

## 受章・受賞
- 1978年（昭和53年） - イタリアコメンダトーレ勲章受章。
- 1983年（昭和58年） - 科学技術者功労者賞受賞。
- 1984年（昭和59年） - 紫綬褒章受章。

## 参考
- 交詢社 第69版 『日本紳士録』 1986年